# Кобет
Кобет (осет. Къобет, груз. კობეთი — Кобети) — село в Дзауском районе Южной Осетии. Расположено в Кударском ущелье на реке Джоджора (Стырдон), в месте впадения реки Кобетыадаг.
Через село проходит газопровод Дзуарикау-Цхинвал и автодорога Квайса — Лет.
Кобет — фамильное село Джаджиевых. Недавно село было многонаселенным, но тяжёлые условия жизни вынудили многих жителей переселиться в другие районы Осетии.
В окрестностях села находятся лечебные грязи. Раньше рядом был пионерский оздоровительный лагерь.

## Достопримечательности
Недалеко от села на холме стоит памятник XIX века — христианская православная церковь. Рядом находится знаменитый Морахский крест.